# Southern Methodist University

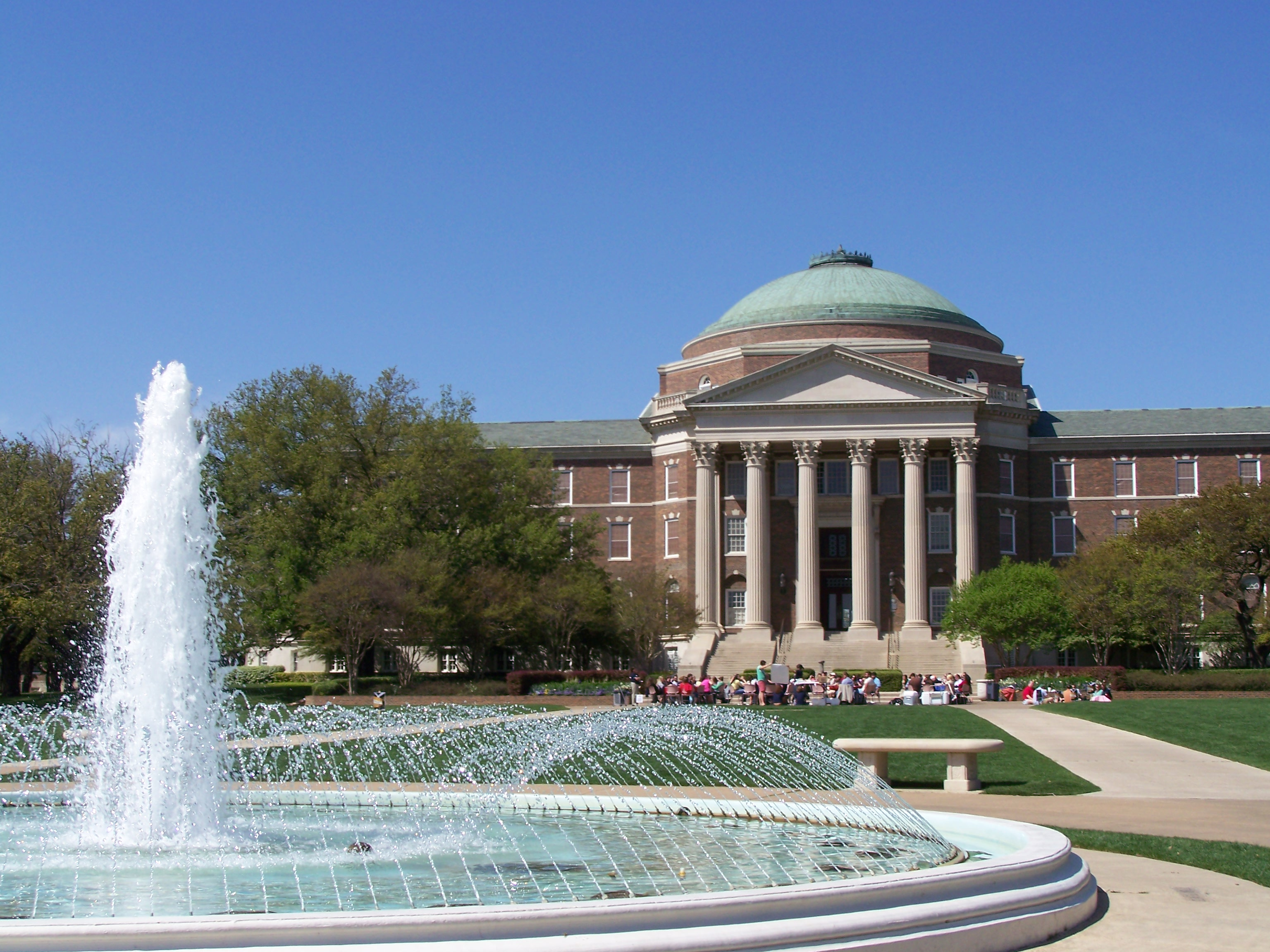
Dallas Hall

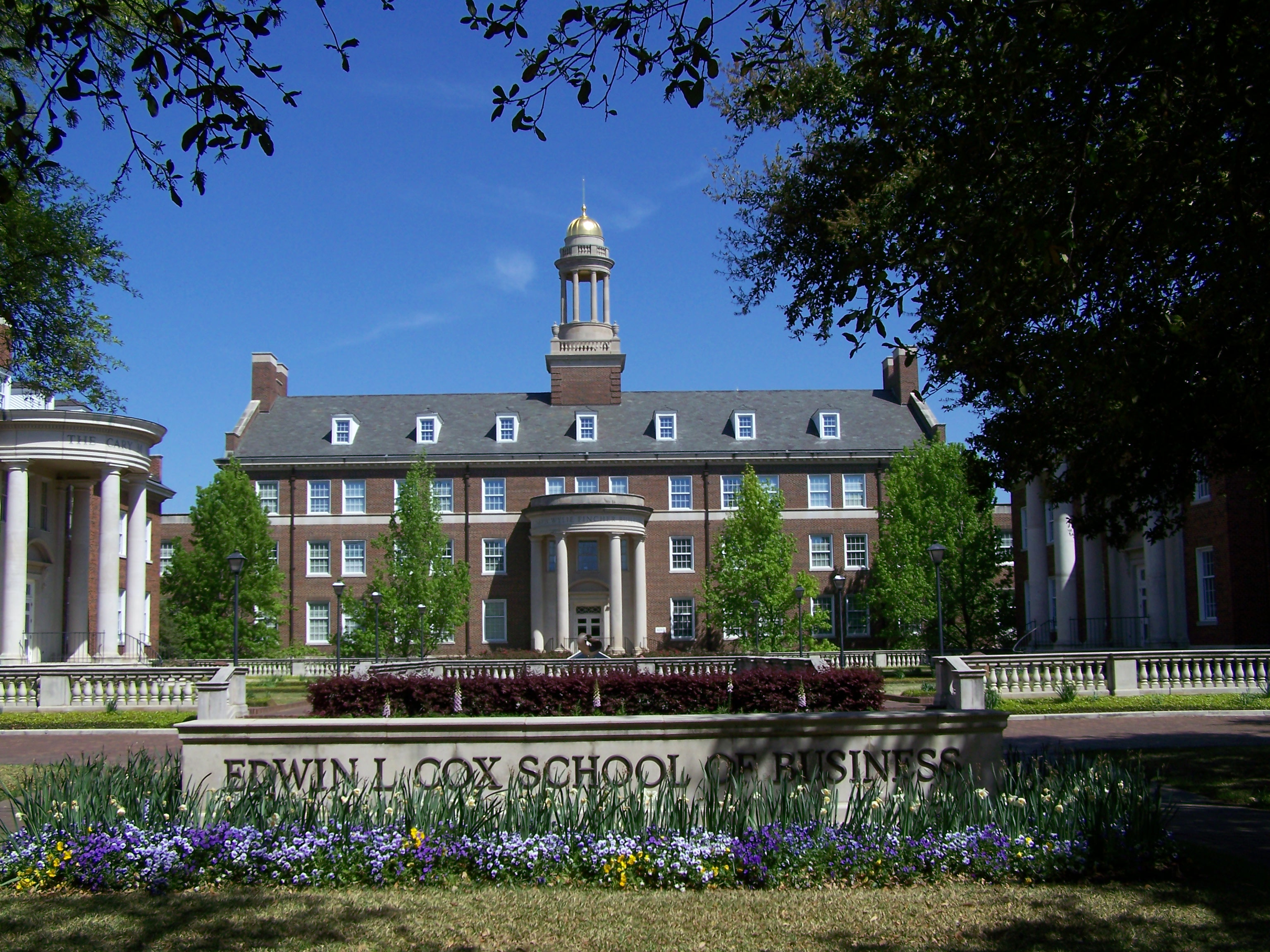
Cox School of Business

Die Southern Methodist University (auch SMU genannt) ist eine private Hochschule in University Park (Dallas County) im Bundesstaat Texas. Die Universität wurde 1911 gegründet und gehört zur United Methodist Church, ist aber für Studierende aller Religionen offen. Die Universität ist besonders für ihre Forschung und Lehre in den Bereichen Jura und Wirtschaftswissenschaften bekannt.
Im Jahr 2020 war das Stiftungsvermögen der SMU 1,65 Milliarden US-Dollar wert. Das Meadows Museum der SMU beherbergt eine der größten und qualitätvollsten Sammlungen spanischer Malerei außerhalb Spaniens.
Die Southern Methodist University gibt seit 1924 vierteljährlich die Literaturzeitschrift Southwest Review heraus.

## Zahlen zu den Studierenden
Im Herbst 2020 waren 12.373 Studierende eingeschrieben. Davon strebten 6.827 ihren ersten Studienabschluss an, sie waren also undergraduates. Davon waren 49 % weiblich und 51 % männlich. 5.546 arbeiteten auf einen weiteren Abschluss hin, sie waren graduates. Unter den Studenten, die eine religiöse Zugehörigkeit angaben, waren 28 % katholisch, 14 % methodistisch und 46 % gehörten zu anderen protestantischen Konfessionen.
2006 waren 10.901 Studierende eingeschrieben.

## Fakultäten
- Geistes- und Naturwissenschaften (Dedman College of Humanities and Sciences)
- Ingenieurwissenschaften (Lyle School of Engineering)
- Künste (Meadows School of the Arts)
- Pädagogik und Menschliche Entwicklung (Simmons School of Education and Human Development)
- Rechtswissenschaften (Dedman School of Law)
- Theologie (Perkins School of Theology)
- Wirtschaftswissenschaften (Cox School of Business)

## Persönlichkeiten

### Professoren
- Robert T. Anderson (1934–2009) – Organist
- George C. Baker (* 1951) – Organist
- Guy Bovet (* 1942) – Schweizer Organist und Komponist
- Stefan Engels (* 1967) – Organist
- Richard Gray (* 1957) – Leveldesigner der Computerspielbranche
- Rick Halperin (* 1950) – Holocaustforscher und Menschenrechtler
- Thomas Osang (* 1962) – Wirtschaftswissenschaftler
- György Sándor (1912–2005) – Pianist

### Absolventen
Nobelpreisträger
- James Cronin (1931–2016) – Physiker, Nobelpreis für Physik 1980

Gesellschaft, Politik und Recht
- Laura Bush (* 1946) – Ehefrau von George W. Bush
- Henry Cloud (* 1956) – Psychologe, Berater, Autor und Redner
- Timothy D. Haugh (* 1969) – US-General und zwischenzeitlicher NSA-Direktor
- Karen Hughes (* 1956) – Staatssekträrin im US-Außenministerium
- Harriet Miers (* 1945) – von George W. Bush nominierte Richterin für den obersten Gerichtshof
- Thomas C. Oden (1931–2016) – methodistischer Theologe
- Alexa Halaby – Schwester von Königin Nūr von Jordanien und Tochter von Najeeb Halaby

Sport
- Kajsa Bergqvist (* 1976) – Hochspringerin (Bronzemedaille bei den Olympischen Spielen 2000 in Sydney)
- Raymond Berry (* 1933) – Footballspieler und -trainer, Mitglied in der Pro Football Hall of Fame
- Eric Dickerson (* 1960) – Footballspieler, Mitglied in der Pro Football Hall of Fame
- Lars Frölander (* 1974) – Schwimmer, Olympiasieger bei den Olympischen Spielen 2000 in Sydney
- Jackie Galloway (* 1995) – Taekwondoin (Bronzemedaille bei den Olympischen Spielen 2016 in Rio de Janeiro)
- Forrest Gregg (1933–2019) – Footballspieler und -trainer, Mitglied in der Pro Football Hall of Fame
- Don Meredith (1938–2010) – Footballspieler, Sportmoderator und Fernsehschauspieler
- Martina Moravcová (* 1976) – Schwimmerin (zwei Silbermedaillen bei den Olympischen Spielen 2000 in Sydney)
- Jerry Norton (1931–2020) – Footballspieler
- Payne Stewart (1957–1999) – Golfspieler
- Doak Walker (1927–1998) – Footballspieler

Unterhaltung
- Aaron Spelling (1923–2006) – Fernseh- und Filmproduzent
- Amy Acker (* 1976) – Schauspielerin
- Dylan Baker (* 1959) – Schauspieler
- Kathy Bates (* 1948) – Schauspielerin
- Lauren Graham (* 1967) – Schauspielerin
- Lee Hazlewood (1929–2007) – Musikproduzent und Sänger
- Patricia Richardson (* 1951) – Schauspielerin (z. B. West Wing)
- Powers Boothe (1948–2017) – Schauspieler
- Sarah Shahi (* 1980) – Schauspielerin

Musik
- George C. Baker (* 1951) – amerikanischer Organist und Dermatologe
- Wolfgang Rübsam (* 1946) – deutsch-amerikanischer Organist
- Carole Terry (* 1948) – amerikanische Organistin

Wirtschaft
- Clark Hunt (* 1965) – Eigentümer der Kansas City Chiefs
- Lamar Hunt (1932–2006) – Gründer der American Football League und Major League Soccer, und Eigentümer der Kansas City Chiefs; Vater von Clark Hunt
- Jeffrey Skilling (* 1953) – Ehemaliger CEO von Enron

Wissenschaft und Technologie
- Mary Ellen Weber (* 1962) – Astronautin

## Sport
Die Sportmannschaften der SMU sind als die Mustangs bekannt und Mitglied der Atlantic Coast Conference. Im Bereich des College Football war die Hochschule Mitte der 1980er Jahre verantwortlich für den Ponygate-Skandal, der einen der größten Skandale der amerikanischen Sportgeschichte darstellte.